# 二溴化锆
二溴化锆是一种无机化合物，化学式为ZrBr2。它可由三溴化锆的歧化反应制得。它与二氯化锆同构，属于菱方晶系晶体，a=7.16 Å，α=28.5°，Z=1。它可以在空气中自燃，并和水剧烈反应。单层二溴化锆的带隙为1139 eV。